# Торговая война между США и Китаем
Торговая война между США и Китаем — экономический конфликт (торговая война) между США и Китаем, начавшийся во время первого президентства Дональда Трампа в 2018 году.
Новое обострение конфликта началось в 2025 году: в феврале были введены таможенные пошлины на импорт всех товаров из КНР в США в размере 10 %, с 4 марта пошлины были увеличены до 20 %. С 12 мая США облагают китайский импорт пошлинами в 30 %, а на импорт американских товаров в КНР действуют пошлины в 10 %.

## Предыстория
В декабре 1950 года США ввели против КНР торговое эмбарго, затем отменённое в 1971 году. В 1979 году между США и КНР были установлены дипломатические отношения. В 1980 году для КНР был введён статус нормальных торговых отношений. В 2001 году КНР вошла во Всемирную торговую организацию. В результате нормализации торговых отношений объём торговли, начиная с 1990-х годов, быстро рос: доля КНР в американском импорте выросла с 3,1 % в 1990 году до 19,2 % в 2020 году; также выросла и доля КНР в американском экспорте: с 1,3 % в 1990 году до 9,3 % в 2020 году. В 2006 году Китай был вторым крупнейшим торговым партнёром США после Канады.
В ходе предвыборной кампании (осень 2016) Дональд Трамп многократно критиковал торговые отношения с Китаем, в частности, заявляя, что Китай «насилует нашу страну». После избрания Трамп стал первым с 1979 года избранным президентом США, который напрямую позвонил президенту Тайваня, что было расценено как недружественный шаг в отношении КНР, которая придерживается политики «одного Китая».
В апреле 2017 года Си Цзиньпин посетил США, впервые встретившись с Трампом. В ноябре 2017 года Дональд Трамп посетил Пекин в ходе своего азиатского турне.
В 2017 году торговый оборот между США и КНР составлял 710,4 млрд долларов, включая экспорт из США — 187,5 млрд долларов, импорт в США — 522,9 млрд долларов. Таким образом, торговый дефицит США с Китаем составлял 335,4 млрд долларов. Основными статьями импорта в США в 2017 году были:
- электрооборудование — 146 млрд долларов;
- машины и оборудование — 110 млрд долларов;
- мебель и постельные принадлежности — 32 млрд долларов;
- игрушки и спортивное оборудование — 26 млрд долларов;
- пластмасса — 16 млрд долларов;
- услуги — 17 млрд долларов.

Тогда же США экспортировали в Китай:
- услуги — 58 млрд долларов;
- самолёты — 16 млрд долларов;
- машины и оборудование — 13 млрд долларов;
- продукция сельского хозяйства — 13 млрд долларов;
- автомобили — 13 млрд долларов;
- электрооборудование — 12 млрд долларов.

В августе 2017 года Дональд Трамп инициировал расследование о краже интеллектуальной собственности США Китаем. Расследование было поручено торговому представителю США.

## История
23 января 2018 года Президент США Дональд Трамп установил 30%-й тариф на ввозимые в страну солнечные батареи; тариф будет действовать 4 года, снижаясь на 5 % ежегодно до уровня 15 %. Кроме того, был установлен тариф на ввоз больших бытовых стиральных машин (на первые 1,2 млн ввезённых — 20 %, на последующие — 50 %); этот тариф будет действовать 3 года и также постепенно снижается до 16 % для первых 1,2 млн машин и до 40 % для последующих. Китай, мировой лидер в производстве солнечных батарей, выразил своё «сильное разочарование» подобными действиями США.
В марте 2018 года по итогам расследования торгового представителя США по краже интеллектуальной собственности Китаем было выявлено, что Китай использует дискриминационные практики, наносящие вред американской торговле. 22 марта Дональд Трамп постановил подготовить и опубликовать список пошлин, которые будут повышены в связи с итогами расследования, а также инициировать разбирательство по выявленным фактам в рамках ВТО и обдумать меры, касающихся ограничения инвестиций КНР в стратегические отрасли экономики США.
В начале апреля был выпущен список примерно из 1300 товаров, пошлины на ввоз которых из Китая должны возрасти на 25 %. Список включал разнообразные товары — электронику, запчасти для самолётов, спутники, медицинские товары, оборудование и прочее — общий объём импорта в США из Китая которых составлял около 50 млрд долларов.
1 апреля Китай ответил на действия американцев, обложив дополнительными пошлинами импортируемые из США мясо, фрукты и прочие товары. В частности, на свиные продукты и алюминиевый лом была введена 25%-я пошлина, на порядка 120 различных товаров (от орехов до яблок и ягод) — 15%-я пошлина. Импорт подобных товаров в Китай из США составил в 2017 году 3 млрд долларов.
15 июня 2018 года появились сообщения о подготовке президентом США ввода таможенных пошлин в размере 25 % на целый ряд товаров из Китая на общую сумму в 50 млрд долларов. Пошлины мотивированы как защитой американского производителя, так и обвинениями Китая в нарушении интеллектуальных прав.
Торговая война к 6 июля 2018 года привела к тому, что Китай и США наложили торговые пошлины на товары на сумму, которая составила 68 млрд долларов.
«Решение Трампа — это объявление Китаю торговой войны, сказал Bloomberg Вей Цзянго».
8 августа 2018 Комитет по таможенным пошлинам при Госсовете КНР принял решение ввести с 23 августа 2018 дополнительные пошлины в размере 25 % на американские товары общей стоимостью около 16 млрд долл.
23 августа 2018 руководство США ввело пошлины в размере 25 % на ввозимые из Китая товары; в список попали 279 наименований китайской продукции общей стоимостью 16 млрд долларов. В тот же день, 23 августа, Китай подал иск во Всемирную торговую организацию (ВТО) в связи с этим введением США ввозных пошлин.
10 мая 2019 года США увеличили пошлину на китайскую продукцию в общей сложности на 200 млрд долларов. После увеличения пошлин на китайскую продукцию президент США Дональд Трамп заявил о намерении выводить американских производителей с территории КНР.
28 июня 2019 года в рамках саммита G-20 в Осаке состоялась встреча главы США Трампа и лидера КНР Си Цзиньпина.
23 августа 2019 года США заявили о том, что с 1 октября товары из Китая на сумму 250 млрд долларов, которые до этого облагались пошлинами в размере 25 %, будут облагаться пошлинами в размере 30 %. Оставшаяся продукция из КНР на сумму 300 млрд долларов, которая облагалась тарифами в 10 %, будет облагаться тарифами в 15 %.
В октябре 2019 года США и Китай достигли частичного соглашения в сфере торговли: Пекин согласился нарастить закупки американской сельскохозяйственной продукции, США со своей стороны пошли на ослабление торговых пошлин на китайский импорт. В ноябре 2019 года представитель Министерства коммерции Китая Гао Фэн заявил, что США и Китай договорились о постепенном снижении взаимных пошлин на поставки товаров. По его словам, тарифы будут снижаться в одинаковом темпе и в одинаковом объёме. 15 января 2020 года президент США Дональд Трамп и вице-премьер Госсовета КНР Лю Хэ подписали соглашение о прекращении ввода новых пошлин, но введённые ранее были оставлены в силе. Соглашение предусматривало значительное увеличение американского экспорта в Китай, однако оговоренные показатели за 2020 год были выполнены лишь на 58 %.
19 августа 2020 года президент США Д. Трамп отказался от проведения переговоров с китайской стороной, обвинив КНР в распространении по всему миру вируса COVID-19. В сентябре 2020 года специальная комиссия ВТО пришла к заключению, что США введением пошлин нарушают правила международной торговли.
В январе 2021 года уходящий президент США Д. Трамп принял решение ограничить любые транзакции с владельцами восьми китайских приложений, в том числе платежных систем Alipay и WeChat Pay. Также в январе 2021 года были сняты с листинга Нью-Йоркской фондовой биржи акции китайских компаний China Mobile, China Telecom и China Unicom. Сразу после ухода Трампа с поста президента власти КНР приняли решение ввести санкции в отношении 28 граждан США, включая госсекретаря при Трампе Майка Помпео и советника Трампа по торговле Питера Наварро, за вмешательство во внутренние дела КНР и подрыв китайских интересов.
29 января 2021 года китайская компания Xiaomi подала иск в суд против Министерства обороны и Министерства финансов США с требованием исключить компанию из чёрного списка китайских компаний, функционирующих в интересах китайского правительства.
19 марта 2021 года в Анкоридже (Аляска, США) состоялась встреча представителей правительства США (в лице главы государственного департамента Энтони Блинкена, советника президента США по вопросам национальной безопасности Джейка Салливана) и министра иностранных дел КНР Ван И и государственного советника Ян Цзечи. По её итогам китайская сторона выразила недовольство и заявила о нарушении протокола представителями США.

### 2024
В мае 2024 года администрация президента США Джо Байдена объявила о поэтапном повышении пошлин на импорт ряда китайских товаров в течение трёх лет. Пошлины на электромобили вырастут с 27,5 % до 102,5 % уже в 2024 году, на солнечные батареи — до 50 %, на сталь и алюминий — до 25 %. К 2025 году пошлины на компьютерные чипы удвоятся до 50 %. Данные меры, принятые в рамках Раздела 301 Закона о торговле 1974 года после четырёхлетнего обзора торговых отношений с Китаем, направлены на противодействие несправедливым торговым практикам КНР, в частности, использованию государственных субсидий. Новые пошлины затронут импорт объёмом около $18 млрд, и, по оценкам Oxford Economics, окажут незначительное влияние на инфляцию в США (0,01 %). Китай выразил «решительное недовольство» и намерен принять ответные меры. Решение о повышении пошлин принято на фоне президентской предвыборной кампании в США, в которой отношения с Китаем были одной из ключевых тем. В сентябре 2024 года были введены таможенные тарифы ещё на ряд категорий китайского экспорта: электромобили (100 %), аккумуляторы к электромобилям, портовые краны, критические минералы, алюминий и сталь (25 %).
Санкции Китая, введенные 11 октября 2024 года против компании Skydio, крупнейшего производителя беспилотников в США и поставщика украинской армии (продано более 1000 единиц), демонстрируют геополитические риски экономической зависимости от китайских производственных цепочек. В ответ на продажу США ударных БПЛА Тайваню, Пекин запретил поставки критически важных компонентов, включая аккумуляторы от единственного поставщика Skydio — Dongguan Poweramp (дочерняя компания японской TDK), что привело к кризису поставок. Skydio, вынужденная искать альтернативных поставщиков в Азии, обратилась за поддержкой к администрации Байдена. Этот инцидент актуализирует проблему диверсификации цепочек поставок и усиления конкурентоспособности американских компаний, таких как Skydio, в сравнении с китайским лидером рынка DJI.

### 2025
По итогам 2024 года дефицит США в торговле с Китаем составил 295,4 млрд долларов; общий торговый дефицит США составил 918,4 млрд долларов (рост на 133,5 млрд долларов по сравнению с 2023 годом).
В 2025 году, с началом второго президентства Дональда Трампа, торговая война между США и КНР обострилась. С 1 февраля 2025 года были введены таможенные пошлины на все товары из КНР в размере 10 %; в тот же день были введены 25-процентные пошлины на импорт в США из Канады и Мексики (введение этих тарифов было отложено до 4 марта). Китай ответил введением пошлин на уголь и сжиженный природный газ (15 %), нефть, сельскохозяйственную технику и крупные легковые автомобили (10 %).
С 4 марта 2025 года таможенные пошлины на импорт из Китая были увеличены до 20 %. В ответ Китаем были введены пошлины на импорт агропродукции из США, в частности, на соевые бобы, главную статью импорта, в размере 10-15 %. Со 2 апреля пошлины на ввоз китайских товаров в США были увеличены до 54 %, с 10 апреля — до 145 %. Также с 10 апреля правительство КНР ввело 84-процентные пошлины на импорт из США, через 2 дня они были увеличены до 125 %.
По результатам переговоров в Женеве 10—11 мая представителей США и КНР было объявлено о взаимном снижении на 90 дней начиная с 12 мая пошлин на 115 % (до 30 % на ввоз китайских товаров в США и 10 % на ввоз американских товаров в КНР).

## Следствия торговой войны
Статистические данные свидетельствуют, что введённые США в 2018 и 2019 годах таможенные пошлины почти полностью отобразились в росте цен на импортные товары, но это не привело к замещению импортных товаров продукцией, сделанной в США. Положительный эффект от введения пошлин для отраслей американской экономики, наиболее чувствительных к китайскому импортому, почти полностью перекрывался ростом цен на сырьё и комплектующие, а также ответными пошлинами.
Расчёты показывают, что торговая война между США и КНР привела к ухудшению благосостояния американских домохозяйств на 0,1 %, в частности реальная заработная плата снизилась на 0,16 %. Также торговая война не привела к росту занятости в производственной сфере, а наоборот, вызвала незначительное падение (на 0,03 %); занятость возросла лишь в отдельных отраслях, таких как текстильная промышленность, нефтедобыча, производство пластмасс, но упала в электронной и мебельной отраслях промышленности. Одной из целей введения тарифов первой администрацией Трампа было заставить американские компании вернуть производство в США; эта цель достигнута не была — инвестиции американских компаний в КНР в 2019 году были выше, чем в 2016 году ($13,3 млрд против $12,9 млрд).
Наиболее существенным достижением от введения пошлин в 2018 и 2019 годах было усиление охраны интеллектуальной собственности в КНР: в 2019 году китайские производители заплатили рекордные 7,9 млрд долларов за использование американской интеллектуальной собственности (в 2016 году — 6,6 млрд долларов). В сентябре 2019 года китайский суд впервые принял решение в деле о нарушении права на товарный знак в пользу иностранной компании.
Торговая война привела к замедлению роста экономики КНР: в 2019 году рост ВВП составил 6,1 %, самый низкий показатель за 29 лет.
Конфликт привёл к увеличению роста ВВП Вьетнама. Некоторые выдвигали предложение, что это вызвано реэкспортом китайских товаров через Вьетнам для обхода пошлин. Однако анализ товаропотоков между Китаем, Вьетнамом и США (в 2021 году) показал, что объём реэкспорта китайских товаров через Вьетнам значительно меньше предполагаемого. Макроданные указывали на 15,5 млрд долл. США (16 % вьетнамского экспорта в США), анализ микроданных на уровне компаний выявил лишь 1,7 млрд долл. США (1,8 %). Рост товарооборота между странами с 2018 года, на фоне торговой войны США и Китая, вызывал опасения о масштабах реэкспорта. Однако, исследование подтверждает роль Вьетнама как самостоятельного экономического партнёра США, где большая часть китайского импорта используется для создания добавленной стоимости.
Для обхода пошлин китайские компании начали открыватть предприятия в других странах Азии, таких как Вьетнам, Камбоджа, Таиланд и Малайзия, а также в Мексике. Только за 2023 год Китай инвестировал в азиатские страны 24 млрд долларов.

## Санкции против отдельных компаний
США применяли санкции против отдельных китайских компаний, в частности, против Huawei, производителя телекоммуникационного оборудования. Ещё с 2012 года Huawei была отстранена от любых сделок по слияниям и поглощениям в США. В декабре 2018 года финансовый директор Huawei Мэн Ваньчжоу была арестована в Канаде по обвинению в мошенничестве и нарушении санкций США против Ирана. Она была освобождена лишь в сентябре 2021 года в обмен на освобождение двух американцев, осуждённых в КНР за шпионаж. В мае 2019 года Huawei была включена в список иностранных компаний, экономические отношения с которыми требуют особого лицензирования (Entity List). Также в мае 2019 года британская ARM по указанию властей США приостановила все отношения с «Хуавэй» (это ограничило возможности той производить собственные процессоры Kirin); также запрет на сотрудничество с «Хуавэй» касался Google (отключение обновлений ОС Android, отказ доступа к сервисам Google и магазину приложений Google Play), Intel, Qualcomm и других американских компаний.
Также Вашингтон наложил санкции на крупнейшего производителя микросхем в КНР — компанию SMIC, лишив его возможности приобретать наиболее прогрессивное оборудование и технологии, а также возможности продавать полупроводники американским компаниям; это привело к тому, что, опасаясь новых ограничений, Китай резко, на 50 % (в первом квартале 2021 года), увеличил закупки микросхем на Тайване, основном мировом производителе чипов).
В ответ властями Китая был создан список неблагонадёжных торговых партнёров, в 2023 году в него были включены американские корпорации Lockheed Martin и Raytheon. В феврале 2025 года в него была добавлена PVH Corp. (владелец брендов Tommy Hilfiger и Calvin Klein) за бойкот хлопка из Синьцзян-Уйгурского автономного района, а также биотехнологическая компания Illumina.